# Schalk Burger

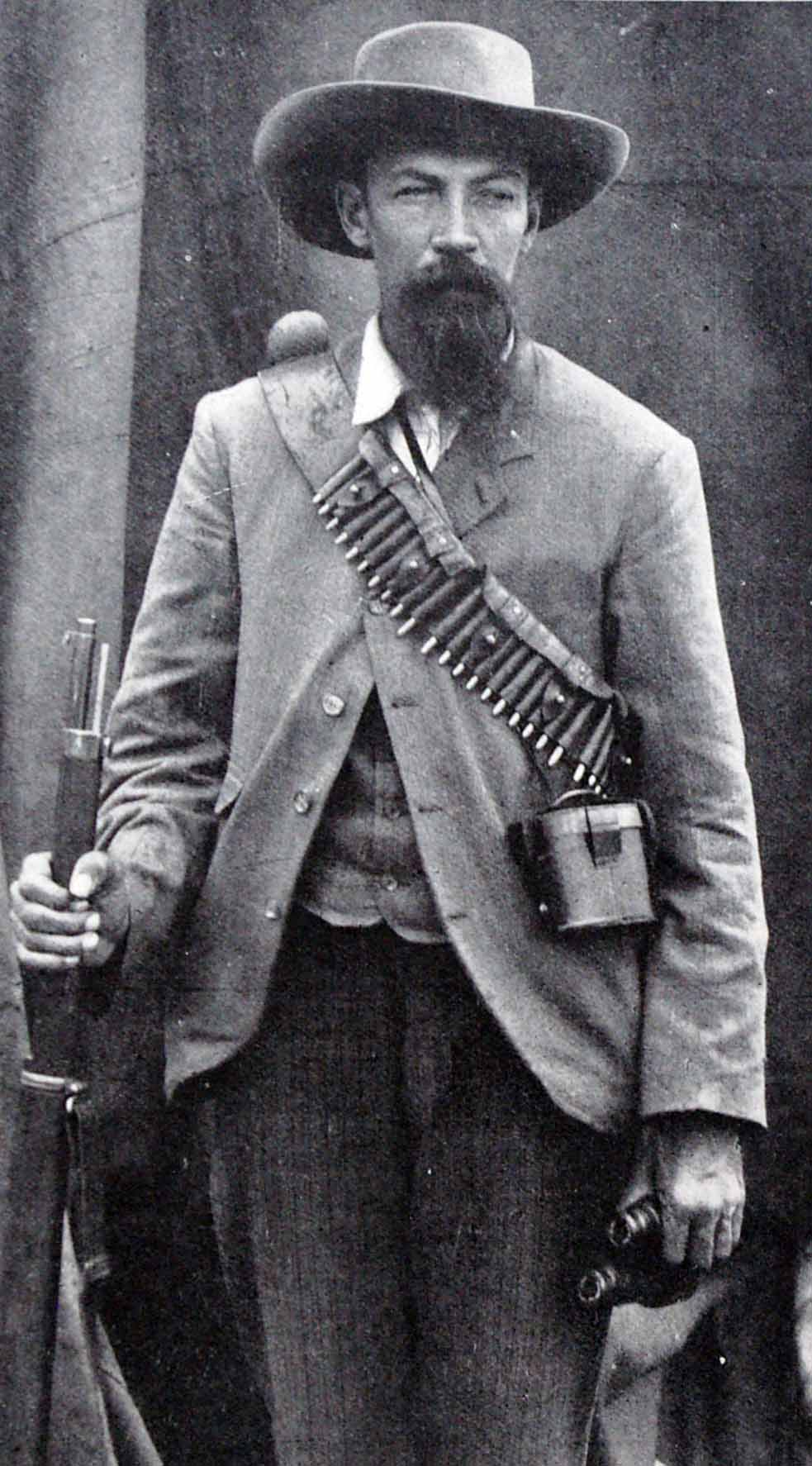
Schalk Burger under andra boerkriget.

Schalk Willem Burger, född 6 september 1852 i Lydenburg i Transvaal, död 5 december 1918 i Krugerspos nära Lydenburg i Transvaal, var en sydafrikansk politiker.
Burger var från 1887 medlem av boernas folksråd och från 1895 dess ordförande. Han blev 1896 medlem av verkställande rådet och 1897 ordförande i industrikommissionen, som hade att yttra sig angående gruvintressenternas fordringar. Han besegrades i presidentvalet 1898 av Paul Kruger. Efter dennes avreda till Europa 1900 blev Burger hans ställföreträdare, och uppehöll sig under Andra boerkriget hos Louis Botha och åstadkom i maj 1902 fientligheternas inställande även från Oranjestatsboernas sida. Från 1910 var han medlem av Sydafrikanska unionens senat.